# Sir William Parker
Sir William Parker, 1. baronet Parker ze Shenstone (Sir William Parker, 1st Baronet Parker of Shenstone) (1. prosince 1781, Almington, Anglie – 13. listopadu 1866, Shenstone, Anglie) byl britský admirál, již ve dvaceti letech byl kapitánem, později se uplatnil jako velitel i diplomat v Řecku, Portugalsku a Číně. Několik let byl členem vlády a v roce 1846 krátce zastával post prvního námořního lorda. Mezitím v roce 1844 získal titul baroneta a v závěru kariéry dosáhl nejvyšší hodnosti v Royal Navy, velkoadmirála (1863).

## Životopis

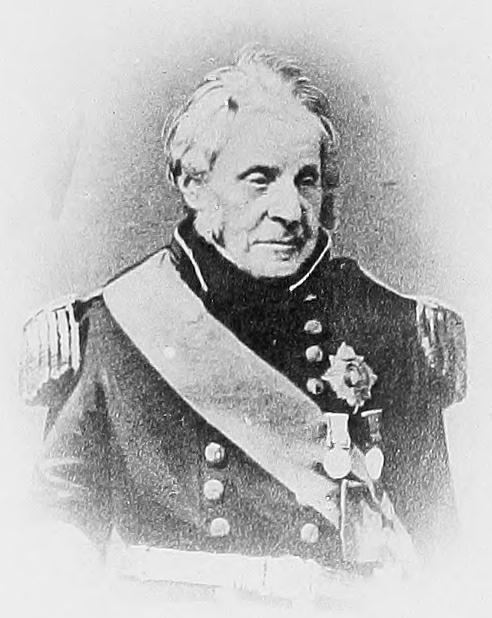
Fotografie admirála Williama Parkera ze závěru života

Narodil se jako jediný syn George Parkera (1734–1819), po otci byl vnukem nejvyššího finančního sudího Sira Thomase Parkera (1695–1764), mimo jiné byl též synovcem admirála Johna Jervise. V Royal Navy sloužil od roku 1793, zpočátku pod velením Johna Duckwortha, krátce též pod velením Hyde Parkera. Během válek s Francií a napoleonských válek rychle postupoval v hodnostech (poručík 1799, kapitán 1801). Od roku 1802 byl řadu let velitelem lodi Amazon, spolu s admirálem Nelsonem se zúčastnil bojů v Karibiku a později v Evropě. V roce 1812 byl poslán do výslužby a usadil se na zakoupeném panství Shenstone Lodge (Staffordshire), v roce 1815 získal Řád lázně. Koncem 20. let sloužil u břehů Řecka, v roce 1830 byl povýšen na kontradmirála. V letech 1831–1834 hájil britské námořní zájmy u břehů Portugalska, souběžně byl zástupcem velitele v Lamanšském průlivu. V letech 1835–1841 byl členem Melbournovy vlády jako lord admirality. V roce 1841 dosáhl hodnosti viceadmirála a v letech 1841–1842 byl vrchním velitelem v Čínském moři a zúčastnil se první opiové války. V roce 1843 obdržel velkokříž Řádu lázně a v roce 1844 získal titul baroneta. Později jako vrchní velitel ve Středomoří (1845–1852) působil i diplomaticky v Turecku proti Rakousku a Rusku. V roce 1846 byl krátce prvním námořním lordem a od roku 1846 do smrti zastával čestný post prvního námořního pobočníka královny Viktorie. V roce 1850 organizoval blokádu Athén a v roce 1852 byl povýšen na admirála. V letech 1854–1857 byl velitelem v Plymouthu a později zastával čestnou hodnost kontradmirála Spojeného království (1862–1863). V roce 1863 byl povýšen na velkoadmirála (Admiral of the Fleet). Zemřel na svém sídle Shenstone Lodge (Staffordshire), v blízkém Lichfieldu mu byla postavena socha v místní katedrále.
V roce 1810 se oženil s Frances Anne Biddulph (1791–1871). Měli spolu pět dětí, dědicem titulu baroneta byl syn Sir William Parker (1824–1902), mladší syn George Parker (1827-1904) sloužil u Royal Navy a dosáhl hodnosti admirála.